# Théobald Michau

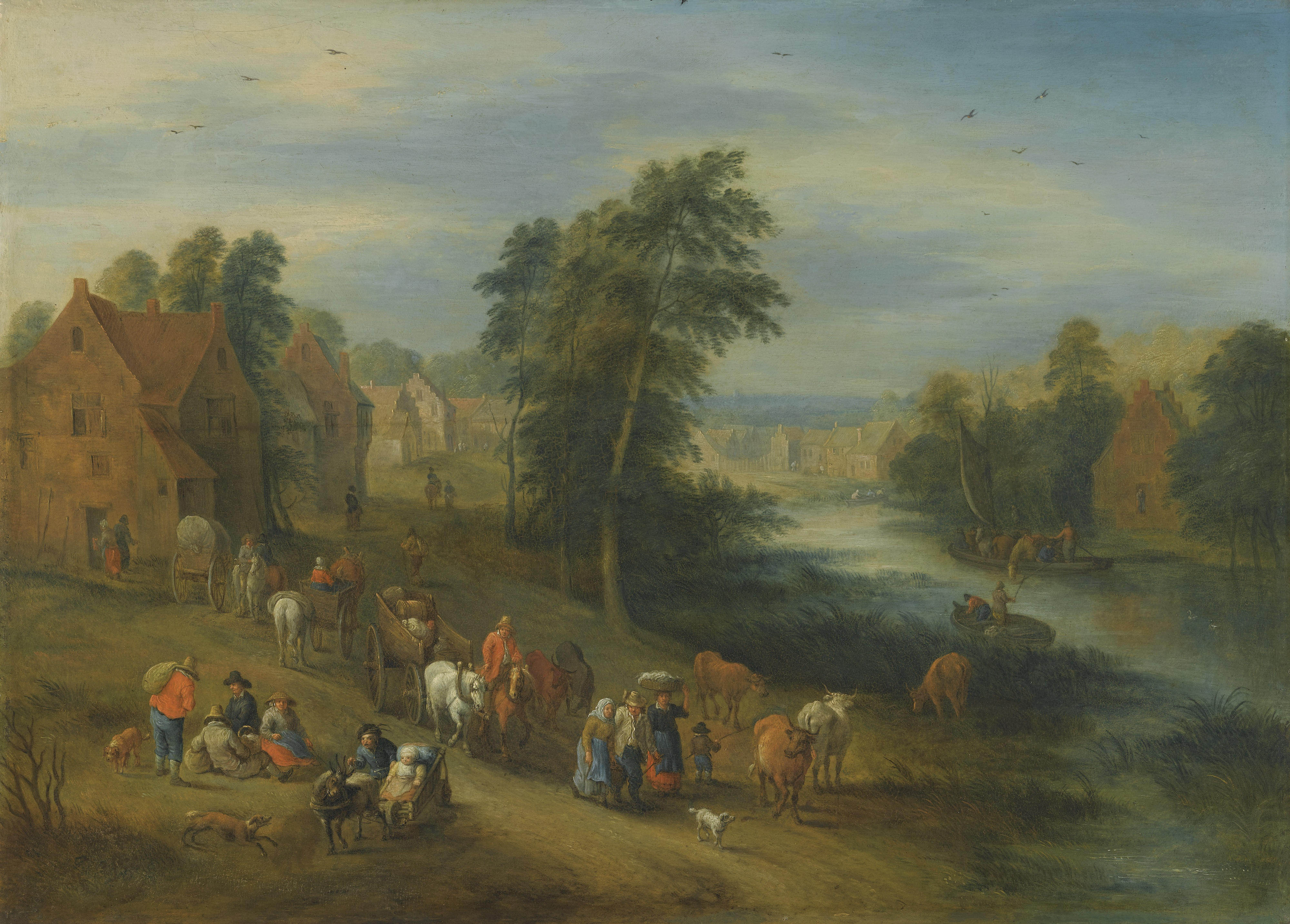
Paesaggio fluviale con contadini e carri per un sentiero

Théobald o Thibo Michau o Michou (Tournai, 1676 – Anversa, 27 ottobre 1765) è stato un pittore e disegnatore fiammingo specializzato in pittura paesaggistica e di genere.

## Biografia

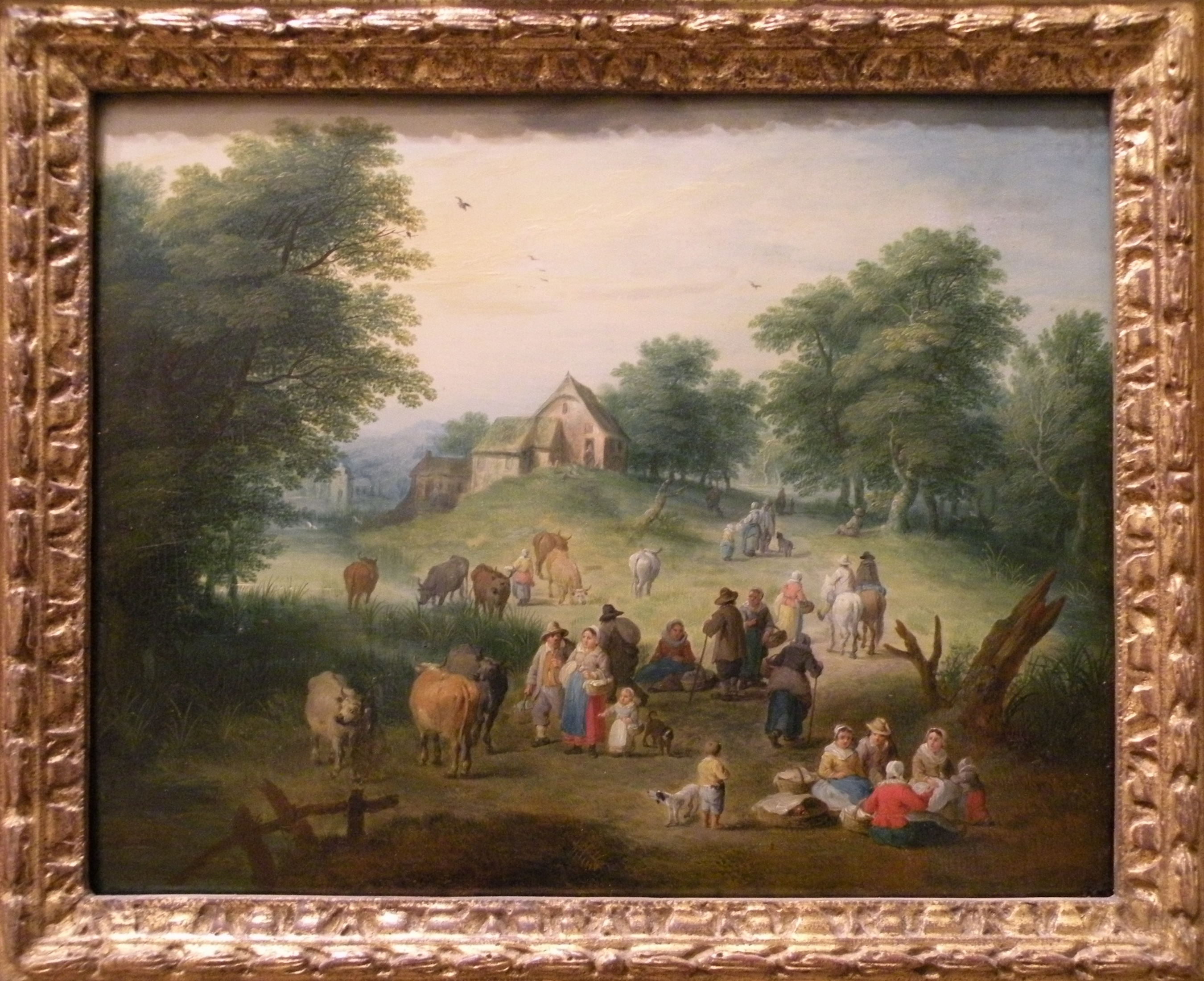
Scena campestre

Studiò presso Lucas Achtschellinck, a Bruxelles, dove visse dal 1686 al 1698. Nel 1698 divenne membro della Corporazione di San Luca in questa stessa città. 
Nel 1710 è registrato ad Anversa, dove entrò a far parte della locale Corporazione di San Luca (1710-1711).
Qui rimase stabilmente fino alla morte avvenuta nel 1765.
Si dedicò soprattutto alla pittura di genere con uno stile simile a quello di David Teniers il Giovane, e paesaggistica, secondo lo stile di Jan Brueghel il Vecchio, di cui fu un seguace e di Herman Saftleven, per quanto riguarda vedute e rappresentazioni topografiche.
Collaborò con Adriaen Frans Boudewijns, inserendo le figure nei suoi paesaggi.
Tra i suoi allievi vi fu Martin J. Geeraerts, specializzato in bassorilievi dipinti.
Le sue opere si possono trovare nei musei di Anversa, Tournai, Vienna, Rennes e Rotterdam.

## Opere
- Mercato, Museo, Tournai[3]
- Paesaggio con figure e animali, Accademia Carrara, Bergamo[3]
- Paesaggio fluviale con contadini e carri per un sentiero, olio su tavola[8]
- Paesaggio fluviale con persone che scaricano barche, dipinto[9]
- Ritorno dalla pesca, olio su tavola, Musée des Beaux-Arts, Rennes[10]
- Scena campestre, olio su tavola, Musée des Beaux-Arts, Rennes[11]
- Paesaggio estivo, olio su tela[12]